# قرية يمنية
القرى هي الوحدة الإدارية ضمن التقسيم الإداري للعزل التابعة للمديرية المعمول به في اليمن في المناطق الريفية. حيث تقسم اليمن إدارياً إلى محافظات ثم مديريات وتقسم المديريات في الريف إلى عزل ثم إلى قرى وتقسم القرى إلى محلات.

## محافظة لحج

موقع محافظة لحج في اليمن

## محافظة ريمة

موقع محافظة في اليمن

## محافظة حضرموت

موقع محافظة حضرموت في اليمن

## أمانة العاصمة

موقع محافظة أمانة العاصمة في اليمن

## محافظة عمران

موقع محافظة عمران في اليمن

## محافظة صعدة

موقع محافظة صعدة في اليمن

## محافظة البيضاء

موقع محافظة البيضاء في اليمن

## محافظة الحديدة

موقع محافظة الحديدة في اليمن

## محافظة الجوف

موقع محافظة الجوف في اليمن

## محافظة الضالع

موقع محافظة الضالع في اليمن

ح